# IX milenio a. C.

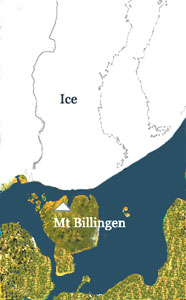
Ilustración del lago de hielo del Báltico tardío, alrededor de 10.300 años antes de Cristo (8.300 a. C., noveno milenio a. C.)

El IX milenio a. C. comenzó el 1 de enero de 9000 a. C. y terminó el 31 de diciembre de 8001 a. C.
En este milenio comenzó la etapa del Holoceno del período Neolítico. Se da el surgimiento de la agricultura en el Medio Oriente, que marca el comienzo del Neolítico en la región.

## Acontecimientos
- 9.000 a. C.: 
  - En el valle de Tehuacán (en la actual México), pequeños grupos humanos se dedican a la caza y la recolección.
  - En Irak comienza la agricultura (cultivos de cebada).
  - En Irak se doméstica el cordero y se inicia la agricultura aunque sin alfarería (lo que se llama neolítico precerámico).
  - En los montes Zagros (de 1500 kilómetros, entre el Kurdistán iraquí hasta el golfo Pérsico) los pobladores son los primeros humanos que domestican animales.
  - En Tierra del Fuego (Argentina) comienzan los primeros asentamientos de cazadores y recolectores nómadas que vienen del norte.
  - En todo el mundo retroceden los últimos restos de la Glaciación de Würm (la última era de hielo), se cree que en algún momento entre el 8000 a. C. y 6000 a. C. el crecimiento de la población humana llega a los 8 millones de habitantes en todo el mundo[cita requerida] gracias en parte al asentamiento de la población nómada.
  - Göbekli Tepe (en el sureste de Turquía), posiblemente uno de los primeros lugares creados para el culto de los muertos; comienza el neolítico.
  - Invención del arco y la flecha.
  - Mientras Europa Occidental y especialmente la Europa Nórdica todavía están afectadas por las secuelas del deshielo de los glaciares, Asia (que se encuentra en un periodo preneolítico) y sobre todo el Oriente Próximo entran en la revolución neolítica: agricultura, ganadería, alfarería.
- 9000-8000 a. C.: Se establecen comunidades de cazadores-recolectores en la región del Tequendama, El Abra, Nemocón, Tibitó, Vistahermosa, Galindo, Aguazuque, Gachetá y Sueva.[1]
- 9000-3000 a. C.: Se inician la explotación agrícola y la domesticación de animales para la obtención de productos primarios (carne y pieles). Ello supuso una evolución gradual asociada a la vida sedentaria y al desarrollo de asentamientos permanentes. El origen de la agricultura se encuadra dentro de la revolución neolítica, que se produjo hace unos 9.000 años en Oriente Medio, hace unos 8.000 años en China y hace 5.000 u 8.000 años en América.[2]
- 8800 a. C.: entre Canadá y Estados Unidos, posiblemente explota un cometa (llamado Clovis), que en los siguientes siglos extinguirá los grandes mamíferos del continente, y en Nuevo México (sur del actual Estados Unidos) extingue la cultura clovis, que cazaba grandes mamíferos en esta zona desde el 9050 a. C.
- 8760 a. C.: en el extremo sur de Chile, comienza la primera ocupación de la Cueva de Fell.
- En Japón se comienza a desarrollar una alfarería primitiva.
- En China viven Nüwa (la inventora de la agricultura), Fuxi (primer rey mítico, creador de los trigramas de adivinación, primer esbozo de una escritura) y Shennong (el agricultor divino, tercer rey mítico).
- En Mureybet (Siria) uno o más artesanos crean cerámicas (que actualmente se conservan).
- 8350 a. C. aprox.: en Jericó (Israel) se crea una pequeña aldea neolítica.
- En la gruta de Mas-d'Azil, al pie de los Pirineos (sur de Francia), comienza de la cultura aziliense. La abundancia de caza menor y de la pesca reduce el utillaje a raederas de piedra y arpones de asta de ciervo, piedras pintadas con figuras esquemáticas.
- En la Balma de l’Abeurador (unos 140 km al este de la cueva de Mas-d'Azil, en el sur de Francia), varias familias recolectan sistemáticamente semillas de leguminosas.
- 8300 a. C.: llegan a Inglaterra cazadores nómadas desde el sur.
- En México aparecen los primeros indicios de agricultura.
- En la Cueva de la Candelaria (México), un personaje fallecido es enterrado entre tejidos de maguey.[3]
- En el norte de América se desarrolla la cultura de Folsom, puntas utilizadas por los cazadores de bisontes.
- Hacia el 8000 a. C.: en Stonehenge (sur de Inglaterra), los pobladores erigen cuatro o cinco troncos en agujeros especialmente cavados para ellos, en el sitio donde 5000 años después se levantarán los megalitos que se conocen actualmente.[4]